# Holtsee
Holtsee (dänisch Holtsø) ist eine Gemeinde im Kreis Rendsburg-Eckernförde in Schleswig-Holstein.

## Geographie

### Geographische Lage
Das Gebiet der Gemeinde Holtsee erstreckt sich nördlich vom Lauf des Nord-Ostsee-Kanals östlich vom Wittensee im Einzug der zuerst aufgeführten Alten Eider auf der Halbinsel Dänischer Wohld südlich von Eckernförde.

### Ortsteile
Neben dem namensgebenden Dorf gehören die Außenbezirke Lehmsiek (teilweise), Harzhof, Hohenlieth, Harfe, Hohenholm, Grünhorst, Lagenburg und Neu Holtsee zur Gemeinde.

### Nachbargemeinden
|           | Goosefeld, Altenhof                         |                   |
| Haby      | Kompassrose, die auf Nachbargemeinden zeigt | Neudorf-Bornstein |
| Nettelsee |                                             | Lindau            |

## Geschichte

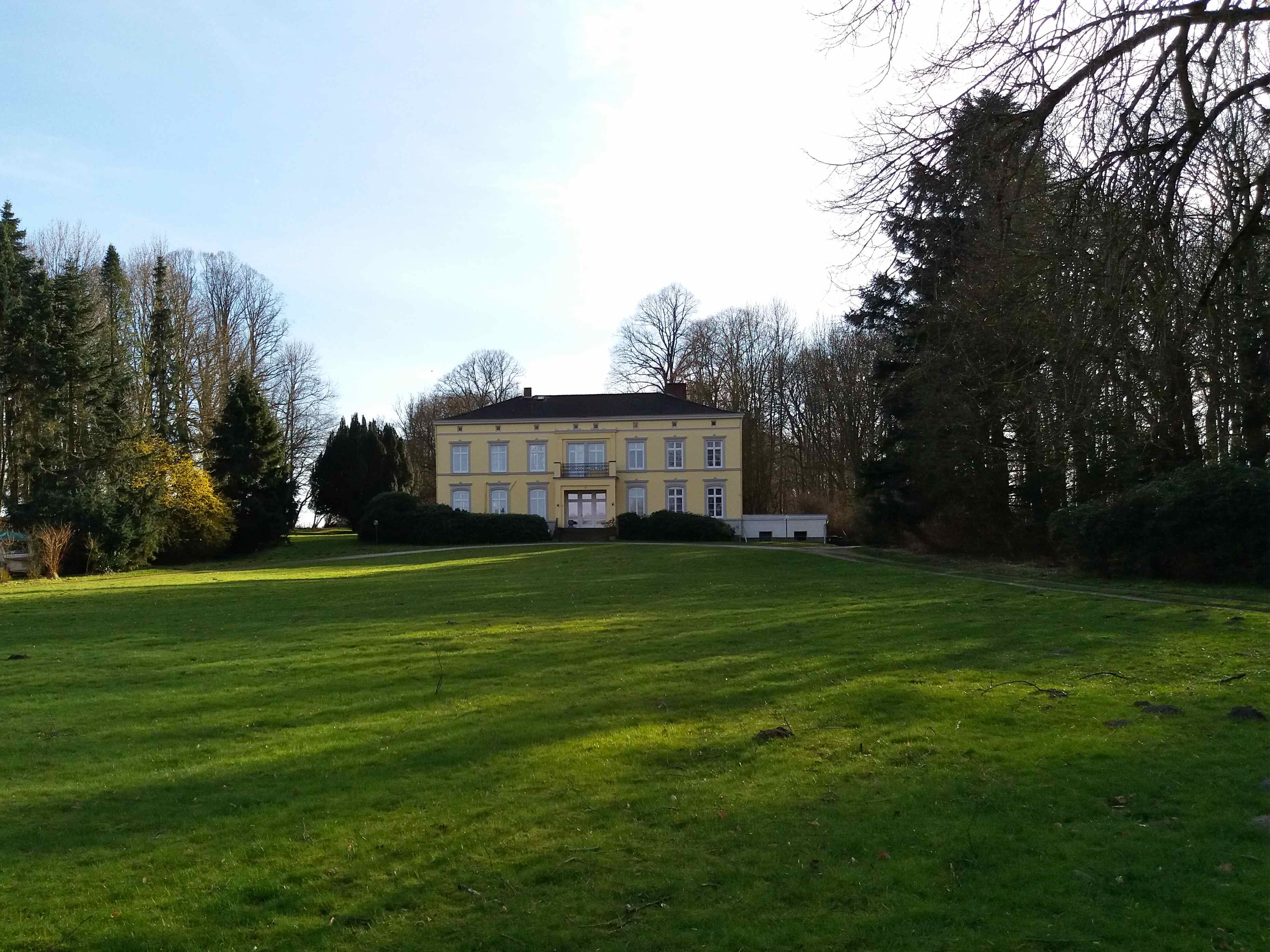
Gutshaus Harzhof

Holtsee entstand wahrscheinlich um das Jahr 1250 unter dem Namen Holtze als bäuerliche Ansiedlung und wurde im Jahre 1272 erstmals erwähnt. Der Ortsname bezieht sich möglicherweise auf den nahen, heute noch an einem Waldrand liegenden See.
Urkundlich zum ersten Mal erwähnt wird der Ort im Jahre 1450, als der Schleswiger Adel Einkünfte aus Holtsee verbucht.
Seit Anfang des 16. Jahrhunderts unterstand der Ort dem Gutswesen, was die Leibeigenschaft für die Einwohner bedeutete.
Am 7. August 1926 wurde die Gemeinde Holtsee als selbstständige Gebietskörperschaft aus einem Teil des Gutsbezirks Hohenlieth (etwa 414 ha) gebildet.
Am 30. September 1928 erfolgte die Eingliederung der Gutsbezirke Harzhof, Hohenholm und Grünhorst sowie des überwiegenden Teils des restlichen Gutsbezirks Hohenlieth.

## Politik

### Gemeindevertretung
Bei der Kommunalwahl am 14. Mai 2023 wurden insgesamt 13 Sitze vergeben. Die CDU erhielt sechs Sitze, die SPD erhielt vier Sitze und die Holtseer Wählergemeinschaft erhielt drei Sitze.

### Wappen
Blasonierung: „Über blau-silbernen Wellen in Gold ein grüner Eichbaum.“
Zwei Figuren prägen das heraldische Wahrzeichen der Gemeinde Holtsee: Der grüne Eichbaum und die Wellen im Schildfuß. Der Wellenschildfuß charakterisiert die geographische Lage des Ortes an dem gleichnamigen See, der Eichbaum den naturräumlichen Standort im Naturschutzgebiet Hüttener Berge. Ein größeres Waldgebiet befindet sich im Gemeindegebiet in unmittelbarer Nachbarschaft der Ortslage. Der Eichbaum wurde unter den in Betracht kommenden Laubgehölzen ausgewählt, weil er den standorttypischen Baum der ursprünglichen Bewaldung des Gebietes bildete. Die Dorfflur wurde erstmals aus Eichenwäldern herausgerodet.

## Wirtschaft

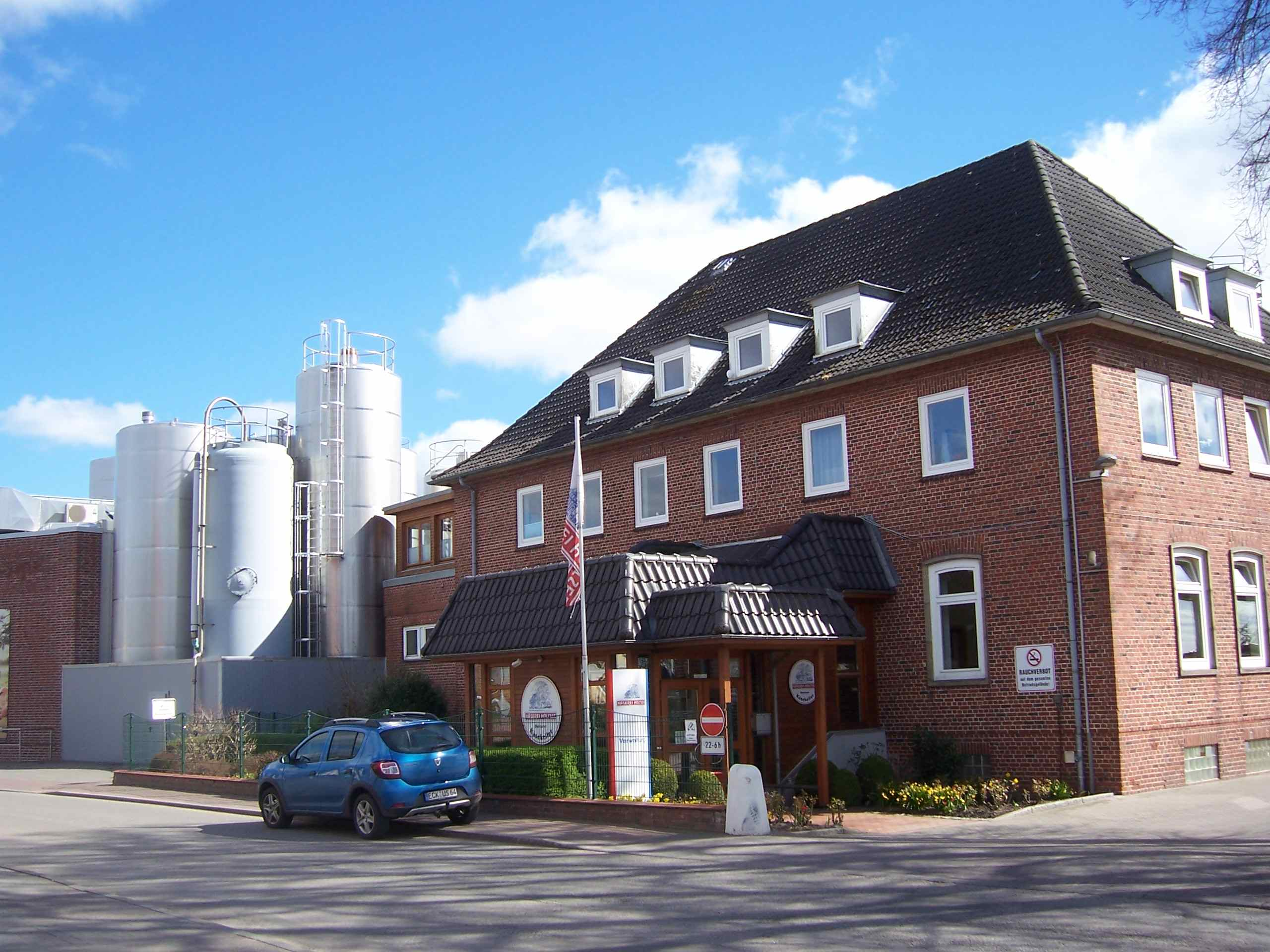
Käserei Holtsee

Es gibt im Ort etwa 50 Betriebe, wovon 30 in der Landwirtschaft tätig sind. Überregional bekannt ist die Landkäserei Holtsee. Sie wurde 1938 von 40 Milchbauern als Meiereigenossenschaft Holtsee gegründet, die sich von Anfang an auf die Käseherstellung konzentrierte. Heute erfolgt die Vermarktung über die Vertriebsgesellschaft Gut von Holstein und wird von rund 120 Erzeugern aus dem Raum Holtsee und Ascheberg beliefert.
Gut Hohenlieth ist der Firmensitz der Norddeutschen Pflanzenzucht Lembke: Gezüchtet werden Raps, Ackerbohnen, Erbsen, Weidelgras und Rotklee.

## Verkehr
Zwischen Holtsee und Eckernförde verkehrte bis Ende 2020 Mittwoch und Samstag eine Bürgerbus-Linie. Dafür verkehrt eine tägliche Verbindung durch den Nahverkehrsverbund Schleswig-Holstein mit Bussen der Autokraft zwischen Rendsburg und Gettorf mit Halt in Holtsee.

## Sehenswürdigkeiten
In der Liste der Kulturdenkmale in Holtsee stehen die in der Denkmalliste des Landes Schleswig-Holstein eingetragenen Kulturdenkmale.

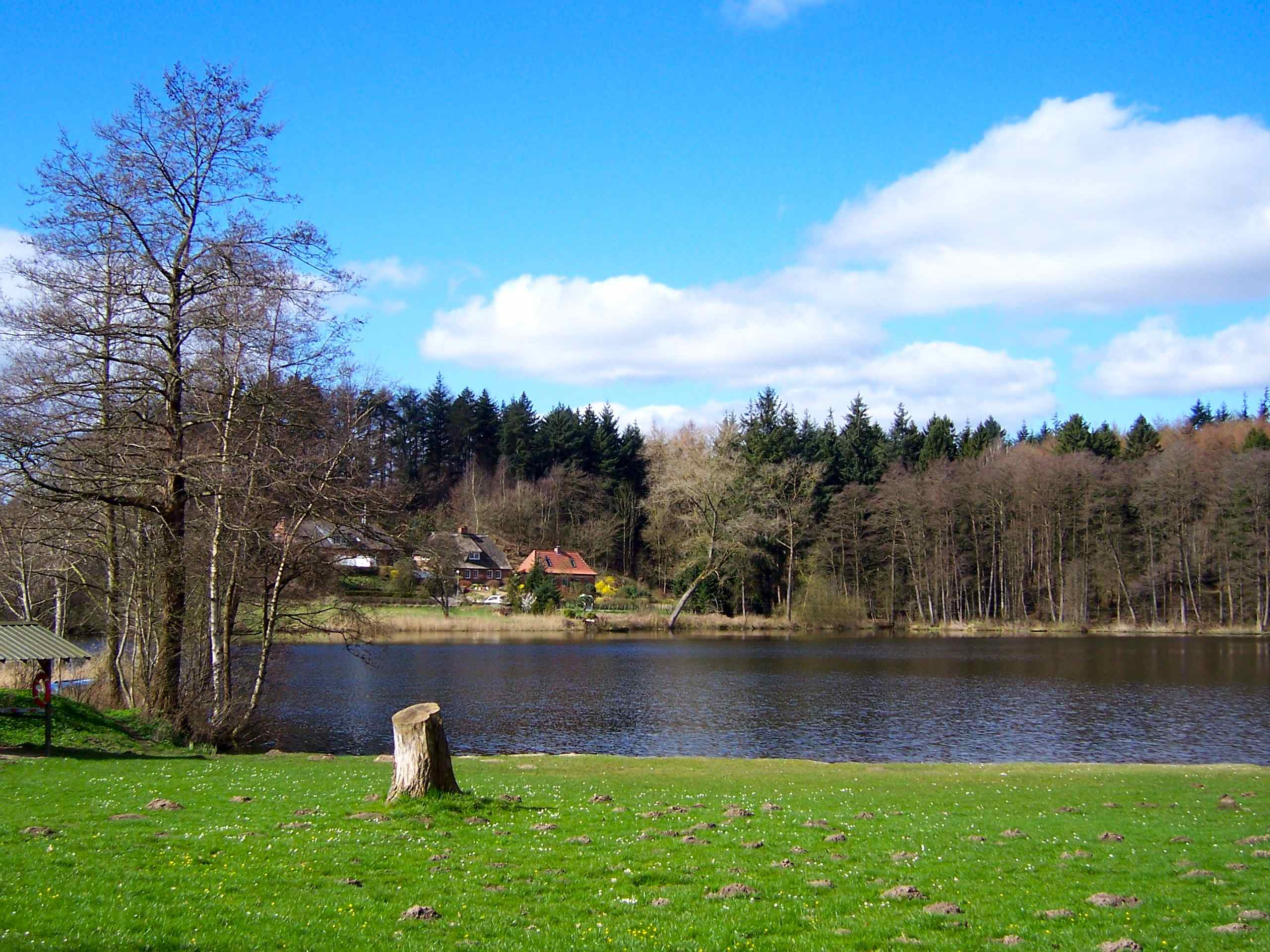
Am Holtsee
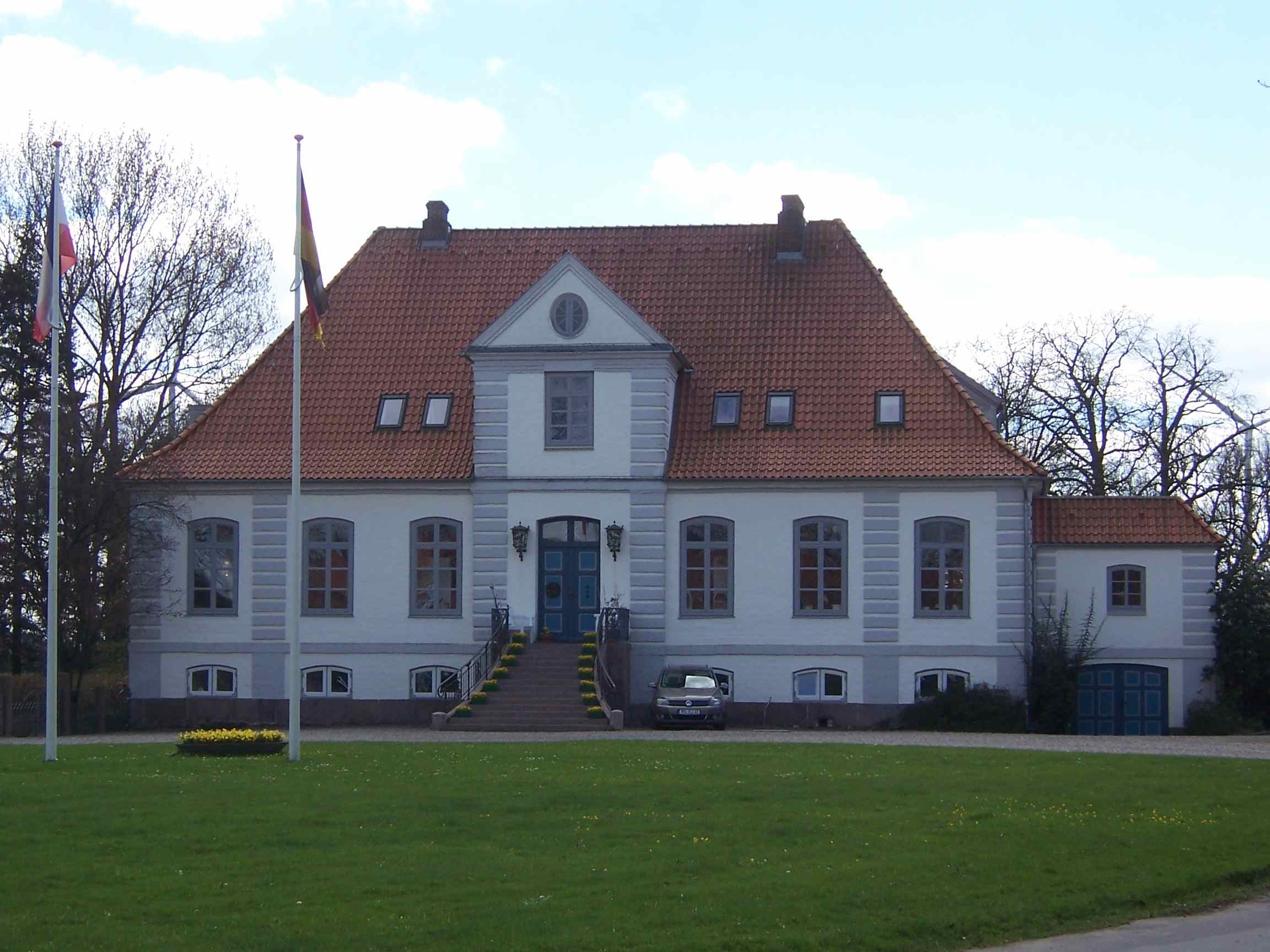
Herrenhaus des Gutes Hohenlieth
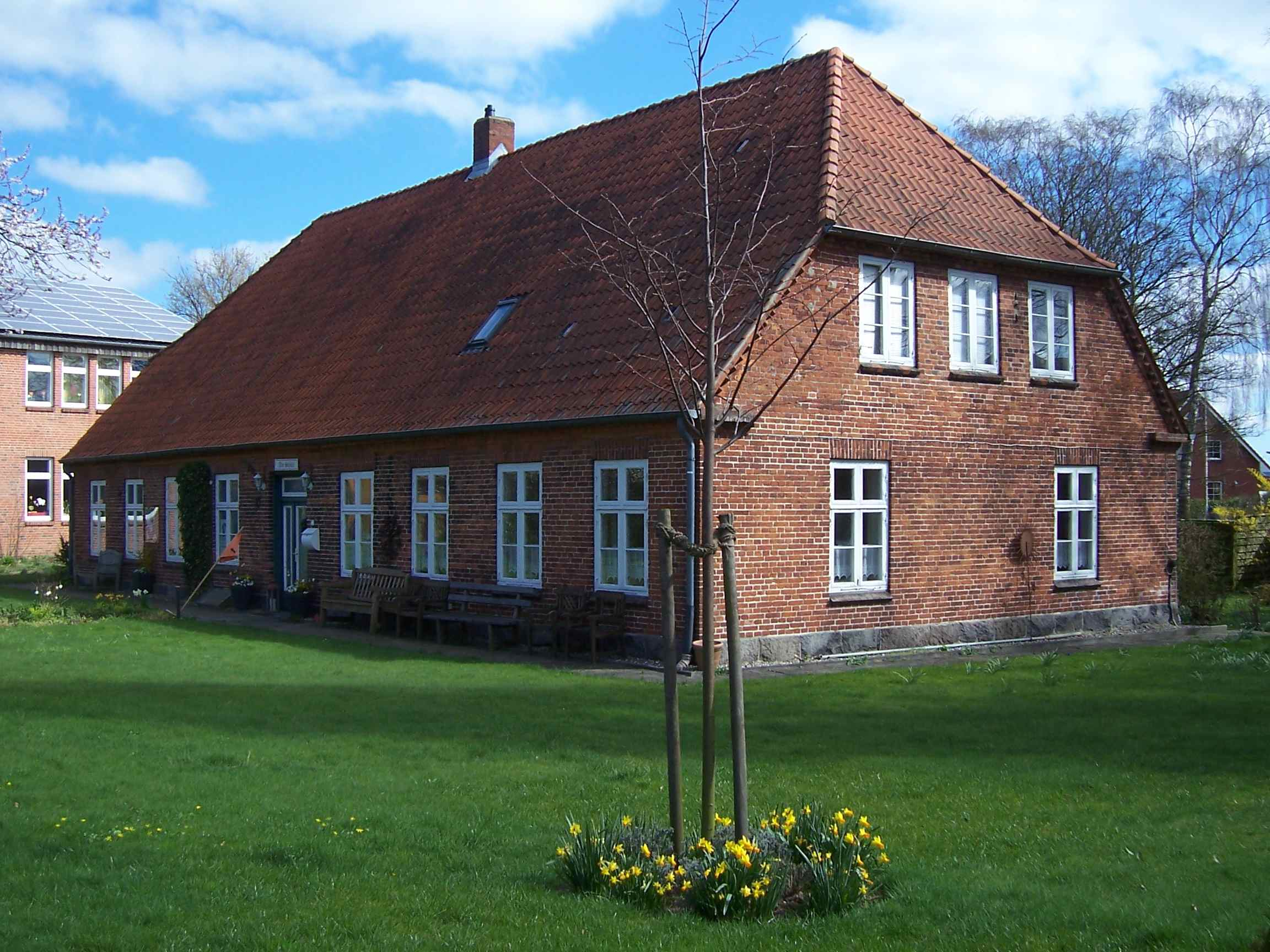
Alte Schule
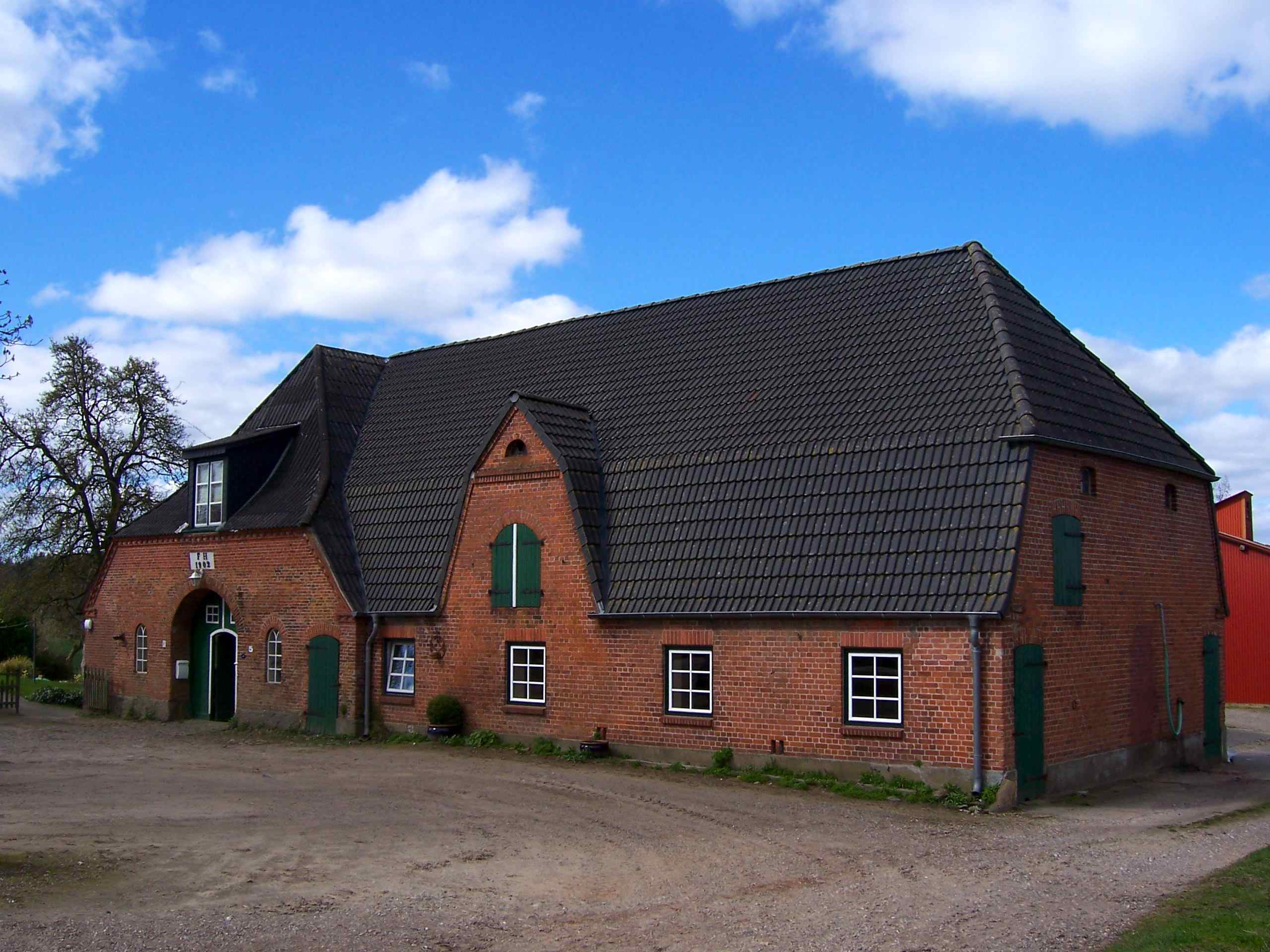
Bauernhaus in Harfe
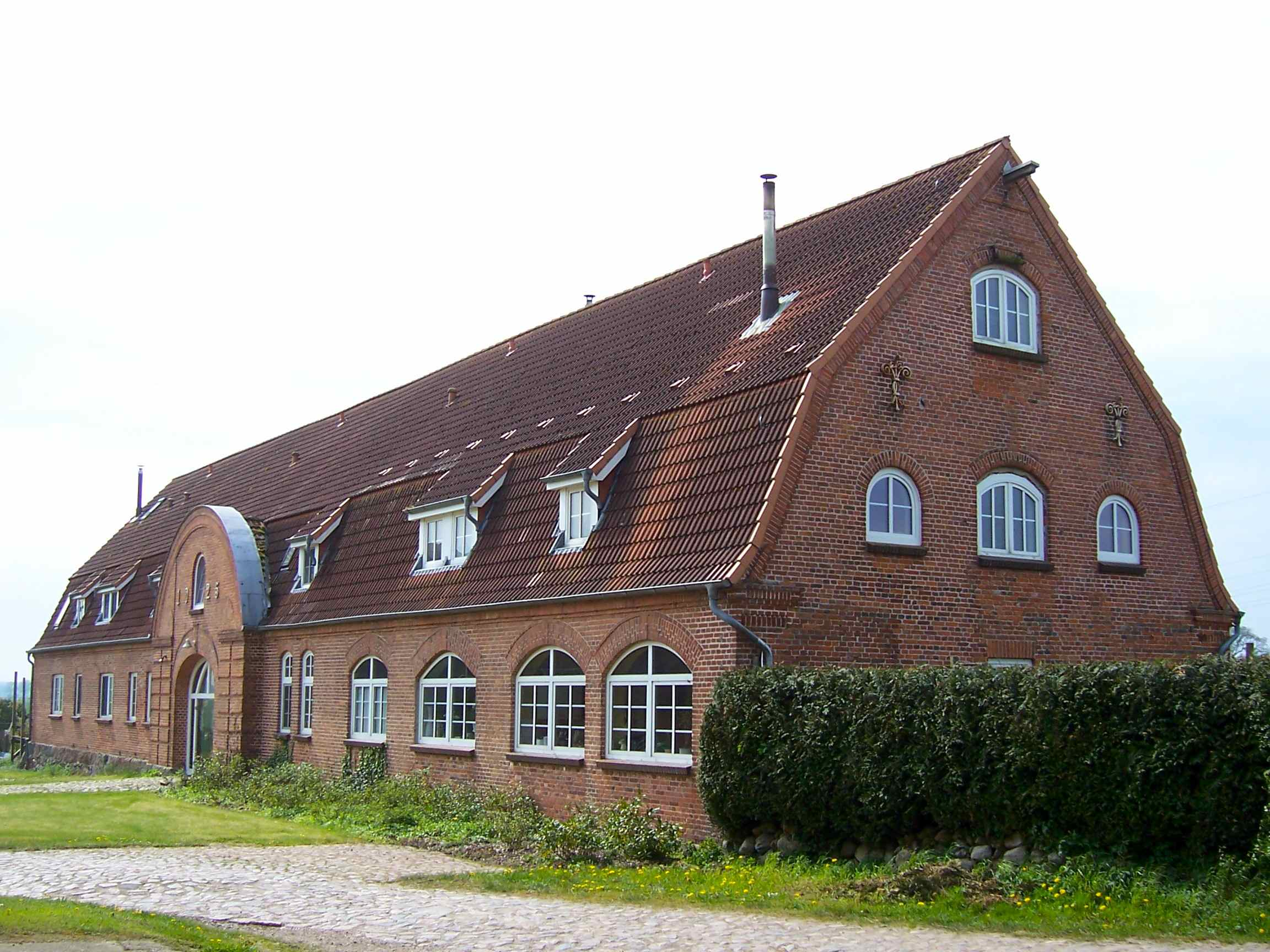
Torhaus Gut Grünhorst
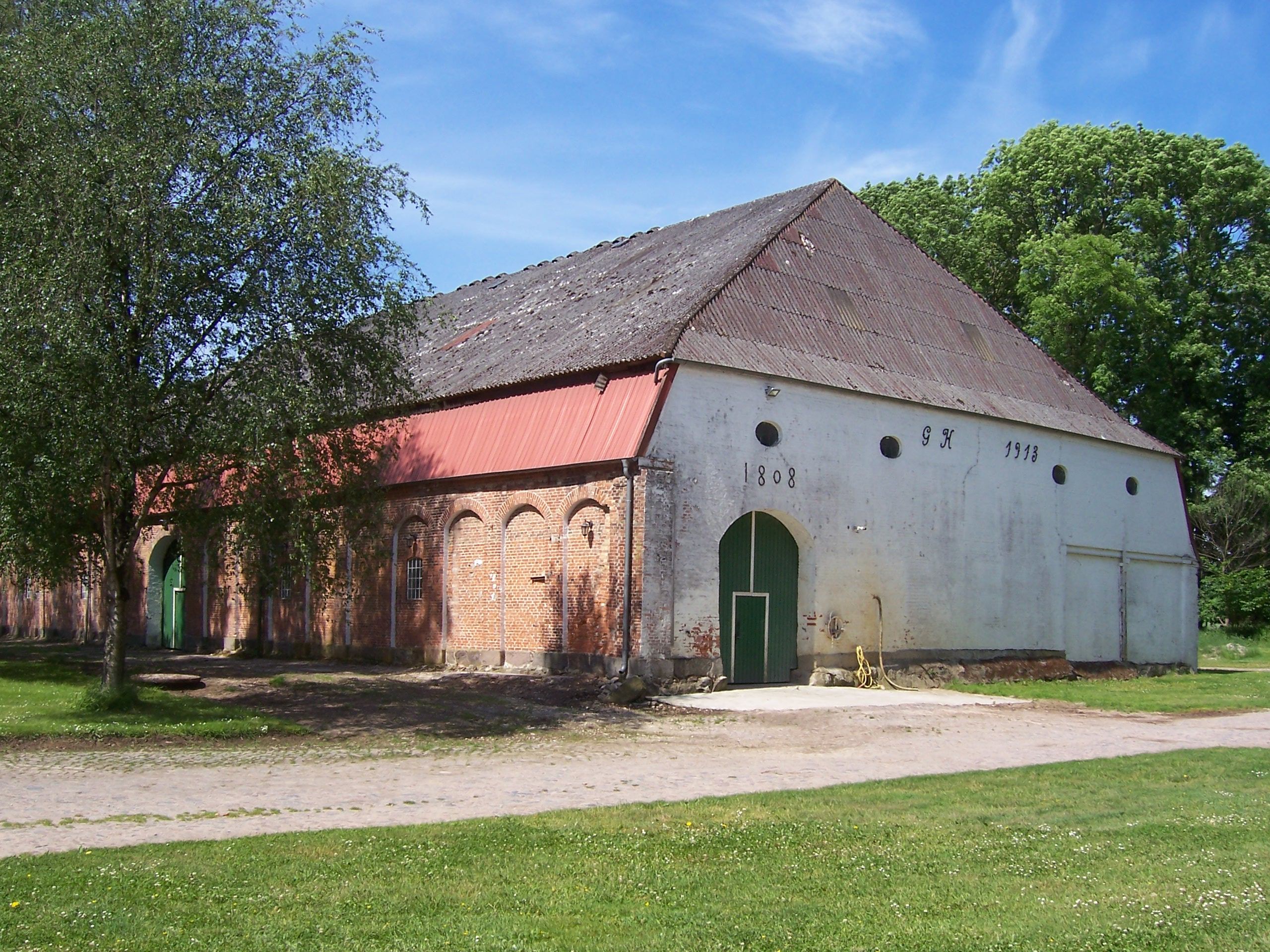
Scheune des Gutshofes Hohenholm
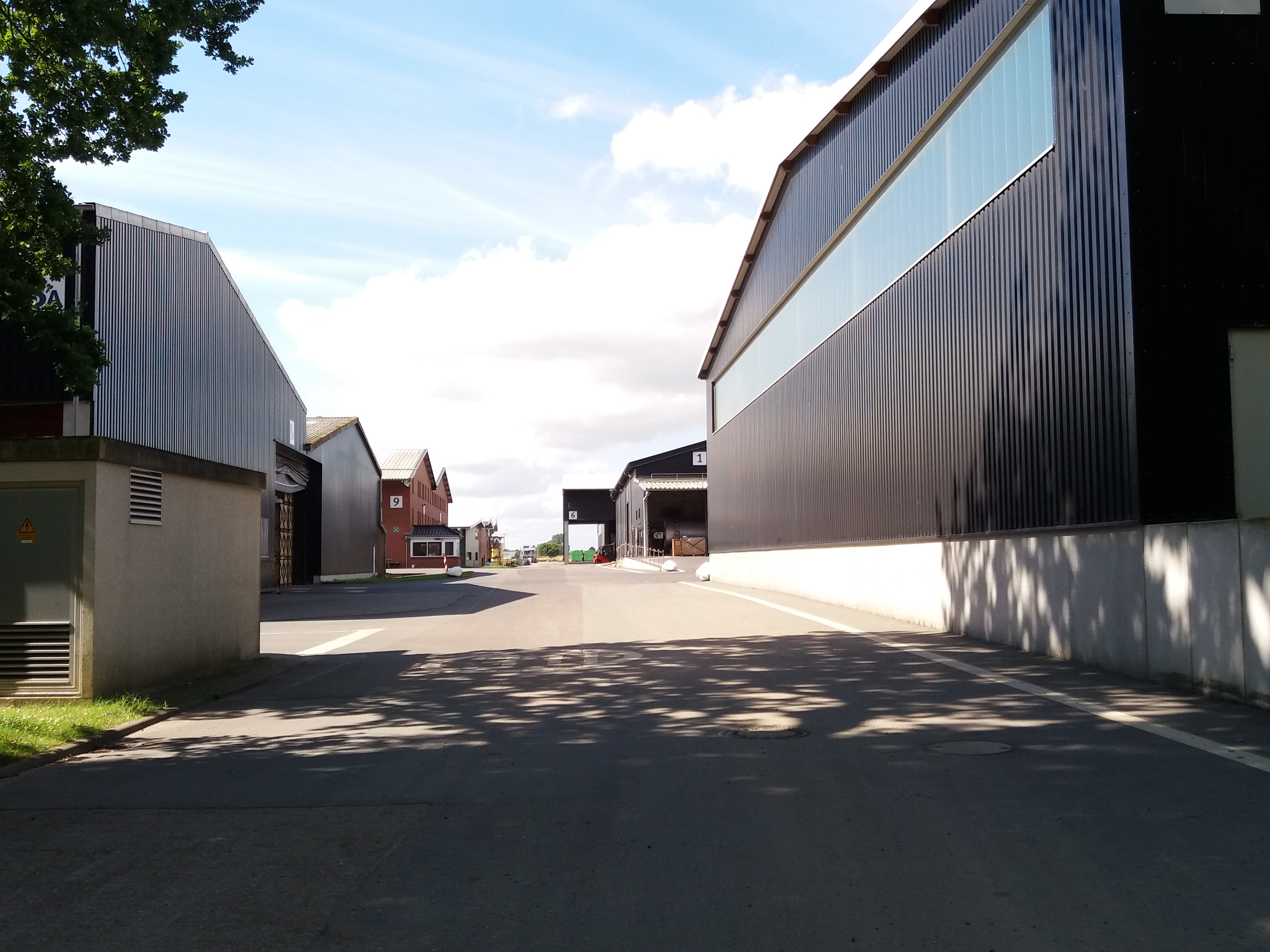
Norddeutsche Pflanzenzucht Lembke, Hohenlieth

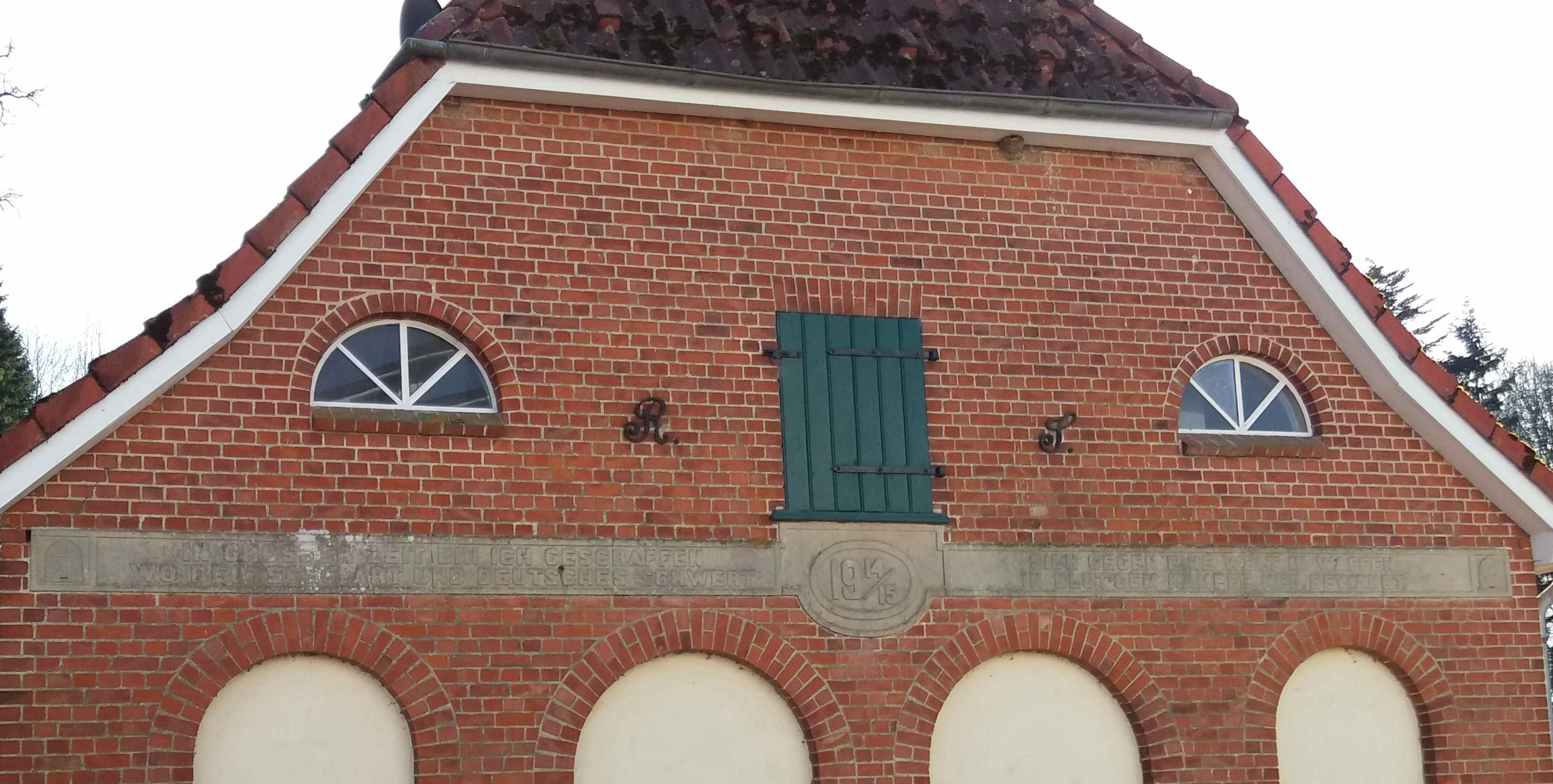
Scheune in Harzhof

 Die 1914/15 gebaute Scheune trägt die Inschrift:
In grosser Zeit bin ich geschaffen
wo deutsche Art und deutsches Schwert
sich gegen eine Welt in Waffen
im blut’gem Kampfe neu bewährt

## Vereine
Größter Verein in der Gemeinde ist der 1958 gegründete Sportverein Holtsee (SV Holtsee) mit über 600 Mitgliedern. Neben den größten Sparten Fußball und Tischtennis bietet der Verein Badminton, Gymnastik, Kraftsport, Skat und Tennis an. Im Fußballjugendbereich gibt es seit 2008 eine Spielgemeinschaft mit dem SV Sehestedt und dem Wittenseer SV unter der Bezeichnung SG Holtsee/Sehestedt/Wittensee 08 (SG HSW 08).

## Persönlichkeiten
- Der Admiral der Reichsmarine Iwan Oldekop (1878–1942) und seine Schwester, die Malerin Marie Oldekop (1883–1971), wurden auf Gut Grünhorst geboren.